# Euhadenoecus puteanus
Euhadenoecus puteanus är en insektsart som först beskrevs av Scudder, S.H. 1877.  Euhadenoecus puteanus ingår i släktet Euhadenoecus och familjen grottvårtbitare. Inga underarter finns listade i Catalogue of Life.